# Enzo Tsonga
Pour les articles homonymes, voir Tsonga.
Enzo Tsonga, né le 19 juin 1990 au Mans dans la Sarthe, est un ancien joueur français de basket-ball mesurant 1,95 m et évoluant au poste d'arrière.

## Biographie
Enzo Tsonga est le fils d'un ancien handballeur professionnel français d'origine congolaise et d'une mère enseignante, originaire de la Sarthe, et le frère cadet du joueur de tennis Jo-Wilfried Tsonga. Il passe deux saisons et demie au Centre fédéral, la pépinière de jeunes talents du basket-ball français. Il est sélectionné dans l'équipe de France des moins de 16 ans et participe au Championnat d'Europe des 16 ans et moins en 2006, organisé à Jaén (Espagne). Doté de belles qualités athlétiques, il est alors considéré comme un solide espoir du basket-ball français.
En juillet 2009, le club du Mans, où il évolue en tant qu'espoir, le laisse partir étudier et jouer aux États-Unis. Mais l'aventure américaine tourne court : en raison d'un problème au dos (vertèbre fendue), il doit arrêter sa carrière de joueur de basket-ball et se consacre dès lors à ses études en commerce international.
En octobre 2012, il sort de sa retraite et rejoint le club du BBC Nyon en première division suisse. Il est toutefois contraint de prendre à nouveau sa retraite à la suite de blessures à répétition. 

## Clubs successifs
- 2003-2004 :  JS Coulaines
- 2004-2005 :  JALT Le Mans puis pôle espoirs de Nantes
- 2005-2008 :  Centre fédéral (Nationale 1)
- 2008-2009 :  Le Mans Sarthe Basket (Pro A)
- 2012-2013 :  BBC Nyon (LNA)

## Palmarès

### Club
- Coupe de France : 2009
- Semaine des As : 2009